# Long Live Rock 'n' Roll
Long Live Rock'n'Roll е третият студиен албум на Rainbow, издаден през 1978 г.
Въпреки че имената Боб Дейсли и Дейвид Стоун са записани в албума, техния принос е само частичен, тъй като участват в създаването само на няколко парчета. (Стоун участва в написването на „Gates of Babylon“, но това не е записано). Kill The King и "Long Live Rock `n` Roll" стават едни от най-големите хитове на групата. Блекмор записва по-голямата част от басовите партии в албума. „Kill the King“ вече е свирена по концерти от средата на 76-а и е включена в лайф албума On Stage от 1977 г. Албумът достига 89-о място в класацията на Биборд.
Long Live Rock'n'Roll е ремастериран за американския пазар през април 1999 г. По-късно е пуснат и в Европа.
Траш метъл групата Heathen прави кавър на „Kill The King“ в албума си Victims of Deception. Кавър на същата песен правят и Liege Lord, Primal Fear, Grave Digger и др.
Пауър метъл групата Gamma Ray прави кавър на Long Live Rock'n'Roll в пре-издадения си през 2002 г. албум Powerplant.

## Състав
- Рони Джеймс Дио – вокал
- Ричи Блекмор – китара/бас
- Дейвид Стоун – клавишни
- Боб Дейсли – бас
- Кози Поуел – барабани
- Баварски струнен ансамбъл, дирижиран от Рейнър Пийч на „Gates Of Babylon“
- Ферек Кис и Нико Николич – виола на „Rainbow Eyes“
- Карл Хайнц Фейт – виолончело на „Rainbow Eyes“
- Руди Рисави и Макс Хекер – флейта на Rainbow Eyes"

## Сингли
- 1978 – Long Live Rock 'n' Roll / Sensitive to Light
- 1978 – L.A. Connection / Lady of the Lake

Пре-издадени са във Великобритания през юли 1981.